# Арика
За други значения на Арика вижте Арика (пояснение).
Арѝка (на испански: Arica) е град в Чили. Административен център на едноименната провиниция Арика в регион Арика и Паринакота.
Разположен е на брега на Тихи океан в северната част на страната в залива Арика, на 18 km от границата с Перу. Има пристанище и аерогара. Население 185 268 жители от преброяването през 2002 г.
Основан е на 25 април 1541 г. Има нефтопреработвателна и химическа промишленост. Морски курорт.